# Lakmé
Lakmé ist eine Oper in drei Akten von Léo Delibes auf ein Libretto von Edmond Gondinet und Philippe Gille nach dem 1880 erschienenen Roman Rarahu ou Le Mariage de Loti von Pierre Loti.

## Handlung

### Erster Akt
Lakmé ist die Tochter des Brahmanenpriesters Nilakantha und lebt abgeschieden von der Welt in einem indischen Hain in der Nähe eines Tempels. Eines Tages, als sie mit ihrer Dienerin Mallika zu einem Bad im nahegelegenen Strom gegangen ist, dringen Gérald und Frédéric, zwei englische Offiziere, in den heiligen Ort ein. Als Lakmé zurückkehrt, kann Gérald sich nicht schnell genug verbergen und wird von ihr entdeckt. Zwischen den beiden entwickelt sich ein Gespräch, und sie verlieben sich nach und nach ineinander. Doch dann hört Lakmé ihren Vater heimkehren und drängt Gérald zur Flucht – zu Recht, denn als der Vater den eingetretenen Zaun bemerkt, schwört er, den zu töten, der den heiligen Garten entweiht hat.

### Zweiter Akt
Nilakantha führt Lakmé auf dem Marktplatz als Tempelsängerin vor. Er hofft, dass sich durch diese List der Frevler beim Anblick seiner Tochter selbst verraten werde. Der Plan geht auf, als Gérald durch den Gesang auf Lakmé aufmerksam wird. Nachdem sich die Menschenmenge verlaufen hat, stellen Nilakantha und die Brahmanen Gérald und verwunden ihn. Der Engländer wird von Lakmés Sklaven Hadji in einen geheimen Unterschlupf im Wald gebracht.

### Dritter Akt
Gérald wird von Lakmé in der Hütte im Wald gepflegt. Als sie zu einer benachbarten Quelle geht, um heiliges Wasser zu schöpfen, wird Gérald von seinem Kameraden Frédéric aufgespürt, der ihn an seine bestehende Verlobung und seine Soldatenpflicht erinnert. Lakmé kehrt zurück, spürt die Veränderung, die in ihrem Geliebten vor sich gegangen ist, und isst eine giftige Blüte. Sie reicht Gérald die Schale mit dem heiligen Quellwasser, um ihn davon trinken zu lassen. Als Nilakantha die beiden entdeckt und Gérald töten will, hält ihn die sterbende Lakmé mit den Worten zurück, dass beide vom heiligen Wasser getrunken haben, wodurch Gérald der Rache entrückt sei. Nach ihrem Tod preist Nilakantha das Geschick, das seine Tochter ins Paradies eingehen ließ.

## Gestaltung
Lakmé ist eine typische romantische Nummernoper mit eingefügtem Ballett. Besondere Akzente versucht Délibes hier durch die Verwendung von indisch anmutenden Melodien zu setzen. Die Titelpartie ist reich an hohen Koloraturen und verlangt einen Sopran mit starker Bühnenpräsenz. Die Arie „Où va la jeune [H]indoue“ – bekannt als „Glöckchenarie“ oder Bell-Song – gilt als Paradestück für leichte Koloratursoprane und verlangt ein dreigestrichenes e in der Ossia-Version der Arie, das häufig nicht ausgeführt wird. Das Blumenduett „Viens, Mallika!… Sous le dôme épais“ zwischen Lakmé und ihrer Dienerin Mallika gehört heute zu den populärsten Duetten der klassischen Musik.

### Instrumentation
Die Orchesterbesetzung der Oper enthält die folgenden Instrumente:
- Holzbläser: Piccoloflöte, Flöte, zwei Oboen (2. auch Englischhorn), zwei Klarinetten, zwei Fagotte
- Blechbläser: vier Hörner, zwei Pistons, drei Posaunen, Tuba oder Ophikleide
- Pauken, Schlagzeug: Triangel, Große Trommel, Becken, Glocke
- Harfe
- Streicher
- Bühnenmusik: zwei Piccoloflöten, Flöte, Oboe, Klarinette, zwei Hörner, Schlagzeug (Triangel, Becken, Tamburin, Trommel)

## Werkgeschichte

### Entstehung

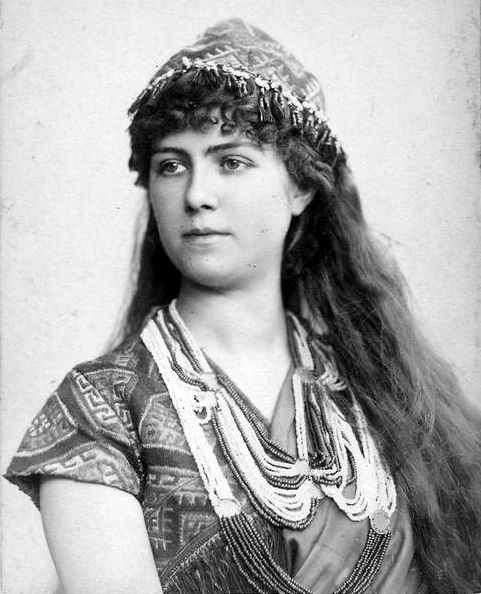
Marie van Zandt (1883)

Die holländisch-amerikanische Sängerin Marie van Zandt beeindruckte den Komponisten während einer Aufführung von Jules Massenets Oper Manon so sehr, dass er dieses exotische Sujet für sie verarbeitete. Marie van Zandt sang auch die Titelpartie in der Uraufführung, seither haben viele vor allem französische Sopranistinnen die Oper gestaltet.

### Rezeption
Lakmé steht in Deutschland verhältnismäßig selten auf den Spielplänen der Opernhäuser, in Frankreich und dem englischsprachigen Raum hingegen zählt die Oper zum Standardrepertoire. 2016 wurde sie am Landestheater Coburg in einer Inszenierung des französischen Regisseurs François de Carpentries mit einer Ausstattung des Bühnenbildners Andreas Becker wieder aufgeführt. In der Saison 2022/23 wurde Lakmé in einer Inszenierung von Hinrich Horstkotte am Tiroler Landestheater in Innsbruck aufgeführt. Die Sängerin der Titelpartie, die österreichische Sopranistin Annina Wachter, erhielt hierfür 2024 einen Österreichischen Musiktheaterpreis.
Das Blumenduett Lakmés und Mallikas erreichte auch abseits der im engeren Sinne Klassik-Interessierten außerordentliche Bekanntheit. In der Folge wurde es in zahlreichen Filmsoundtracks verwendet, so in Pinguine in der Bronx, Carlito’s Way, Meine Braut, ihr Vater und ich, Begierde, True Romance, Lara Croft: Tomb Raider – Die Wiege des Lebens, Gesang der Meerjungfrauen, The L Word – Wenn Frauen Frauen lieben, Bronson, Piranha 3D; auch in der Serie Nip/Tuck – Schönheit hat ihren Preis (zweite Staffel, neunte Episode: Rose & Raven Rosenberg) ist das Duett zu hören. Daneben fand es auch in der Fernsehwerbung und Popmusik Verwendung. So bildet es eine der Klangschichten des Songs Black Black Heart von David Usher. Ebenso wurde es im Song Dear Mallika von LL Cool J aus The Rapsody verwendet.

## Diskographie (Auswahl)
- 1940: Lily Pons (Lak.), Armand Tokatyan (Ger.), Ceorge Cehanovsky (Fre.), Ezio Pinza (Nil.), Ira Petina (Mal.), New York Metropolitan Opera Chorus and Orchestra, Wilfred Pelletier (Dir.). (The Golden Age; live)
- 1952: Mado Robin (Lak.), Libero de Luca (Ger.), Jacques Jansen (Fre.), Jean Borthayre (Nil.), Agnés Disney (Mal.), Chœrs et Orchestre du Théâtre National de l’Opéra-Comique, Georges Sébastian (Dir.). (Decca)
- 1967: Joan Sutherland (Lak.), Alain Vanzo (Ger.), Claude Calès (Fre.), Gabriel Bacquier (Nil.), Jane Barbié (Mal.), Chœrs et Orchestre National de l’Opéra de Monte Carlo, Richard Bonynge (Dir.). (Decca)
- 1971: Mady Mesplé (Lak.), Charles Burles (Ger.), Jean-Christophe Benoit (Fre.), Roger Soyer (Nil.), Danielle Millet (Mal.), Chœrs et Orchestre du Théâtre National de l’Opéra-Comique, Alain Lombard (Dir.). (EMI)
- 1998: Natalie Dessay (Lak.), Gregory Kunde (Ger.), José van Dam (Nil.), Chœur et Orchestre du Capitole de Toulouse, Michel Plasson (Dir.). (EMI)